# Defraudación de energía eléctrica
La defraudación de energía eléctrica consiste en el enganche directo a la red eléctrica sin contrato o en la manipulación del contador o de otros elementos de la instalación para evitar su correcto funcionamiento y reducir parcial o totalmente el importe a pagar por la energía consumida. Estas manipulaciones son peligrosas para el que las lleva a cabo, para terceros y para sus propiedades.

## Peligros y problemas
El fraude en el suministro eléctrico conlleva una serie de riesgos y perjuicios. Entre ellos, destacan:

### Daños físicos
- Quemaduras por incendio: El cual podría aparecer por una instalación defectuosa o inapropiada.
- Descarga eléctrica por elemento metálico: Si la manipulación fraudulenta emplea algún elemento metálico de la vivienda para sustituir a la toma de tierra, puede llegar a producir una descarga eléctrica a una persona en contacto con ese elemento metálico. Esta descarga puede llegar a ser fatal.
- Descarga eléctrica por elemento descubierto: Si una conexión en directo deja alguno de sus elementos al descubierto, puede provocar una descarga mortal en quien la toque.
- Descarga eléctrica en general: si la persona no toma las precauciones necesarias para manipular elementos eléctricos de una acometida, puede recibir una descarga mortal[1] o al menos que le provoque lesiones de gravedad. Periódicamente estos eventos ocupan su espacio en la sección de sucesos de los periódicos. No por nada una centralización está catalogada como de riesgo eléctrico.

### Daños materiales y económicos
- Daños por incendio: Que podría aparecer por una instalación defectuosa o inapropiada.
- Daños en la instalación o en la centralización o cuarto de contadores: Por una manipulación fraudulenta que descuide las necesarias protecciones de todos los elementos del suministro.
- Daños a los aparatos eléctricos conectados a la instalación: Por una sobretensión transitoria si la manipulación fraudulenta elimina parcial o totalmente la protección de la red del usuario defraudador.
- Anulación del seguro del hogar: Cuando es detectada una manipulación de alguno de los elementos del suministro eléctrico, la aseguradora elimina la cobertura de los seguros de hogar en caso de incendio o daño eléctrico para elementos y equipos del domicilio.

### Pérdidas económicas generales en toda la sociedad
- El usuario defraudador no limita su consumo. No tiene ningún incentivo para llevar a cabo un consumo responsable, y como le sale gratis o barato no contempla posibilidades de ahorro que benefician el medio ambiente, perjudicando a la sociedad en su conjunto.
- El fraude lo pagan los demás consumidores, al repercutir en el precio final del kWh. Al disminuir los ingresos derivados del total de la energía consumida, para mantener el equilibrio tarifario  acaba repercutiendo en la factura que pagan los usuarios. A más fraude, más subida.
- El consumo defraudado no paga impuestos. El Estado deja de recaudar el impuesto eléctrico y el IVA correspondiente a la energía consumida y no facturada.[2]
- Las compañías distribuidoras y comercializadoras de electricidad no facturan la totalidad de la electricidad consumida y que han suministrado o gestionado.
- En el caso de fraude de fluido eléctrico a terceros, hay ciudadanos particulares, empresas y organizaciones o comunidades de vecinos que sufren este tipo de abusos, con frecuencia durante años.
- Un usuario industrial hace competencia desleal en su entorno si defrauda fluido eléctrico y abarata con ello sus costes de producción. A partir de ese fraude, puede bajar los precios de sus productos y perjudicar a su competencia. Se calcula que en España, las empresas son responsables del 80% del fraude eléctrico[3]
- Algunas actividades ilegales, como el cultivo industrial de marihuana indoor, manipulan sus contadores o hacen conexiones en directo para maximizar los beneficios derivados de su actividad.

### Problemas en la infraestructura
• Las redes se dimensionan en base al consumo eléctrico legal y la defraudación perjudica ese adecuado dimensionamiento. Más allá de cierto nivel de fraude, es imposible dimensionar adecuadamente las redes y prever el consumo. Unido a la falta de ingresos, se produce deterioro de las redes y cortes. El suministro de calidad 7/24 puede dejar de estar garantizado. Si se superan ciertos niveles de fraude, las compañías distribuidoras no pueden asegurar la continuidad del suministro y se pueden producir cortes, más frecuentes y prolongados conforme mayor es la incidencia del fraude.

## Consideración legal
En España, la defraudación eléctrica está tipificada en el artículo 255 del Código Penal de 1995. Dicho artículo castiga con pena de multa de 3 a 12 meses 
[al] que cometiere defraudación utilizando energía eléctrica, gas, agua, telecomunicaciones u otro elemento, energía o fluido ajenos, por alguno de los medios siguientes:
1. Valiéndose de mecanismos instalados para realizar la defraudación.
2. Alterando maliciosamente las indicaciones o aparatos contadores.
3. Empleando cualesquiera otros medios clandestinos.

Esta definición se aplica a defraudaciones por valor superior a 400 euros. Si la cuantía de lo defraudado no excede de 400 euros la defraudación se castiga con multa de 1 a 3 meses.

## Manipulación de contador y enganche directo
Técnicamente, hay dos tipos básicos de fraude en el suministro eléctrico. Por una parte, está la manipulación del contador o de algún otro elemento del suministro para impedir que el contador mida la totalidad de la energía consumida. Para que exista un contador funcionando, tiene que haber un contrato de suministro.
Por otra parte, hay defraudadores que, sin contrato de suministro, se conectan directamente a la red eléctrica, sin que se mida el consumo y sin pagar nada en absoluto por la energía consumida. A este tipo de fraude se le denomina enganche en directo.

## ¿Quién defrauda?
Todos los usuarios que manipulan su contador u otro elemento de su suministro para no pagar parte o la totalidad de la energía que consumen. En España, el fraude es cuantitativamente más importante en el consumo industrial que en el doméstico; por otra parte, el fraude se da en todo tipo de hogares, tanto en aquellos con ingresos medios y altos como los hogares de ingresos bajos.

## ¿Dónde se realiza la defraudación eléctrica?
- Antes del contador. Se pueden manipular elementos previos para, por ejemplo, instalar una segunda acometida de electricidad que no pase por el contador. Esta práctica, más común en viviendas unifamiliares o en instalaciones empresariales, es muy peligrosa, sobre todo debido a que lo más común es que se lleve a cabo sin elementos de protección.
- En el contador. Existe una diversidad de métodos para modificar cómo mide el consumo el contador. Los nuevos equipos de medida han aumentado significativamente la protección contra manipulaciones e intrusiones, y resulta mucho más probable la detección de las manipulaciones. Además, si están conectados a una Red eléctrica inteligente, el contador dará aviso a la compañía distribuidora de que se está llevando a cabo una manipulación.
- En el Interruptor de control de potencia. En la mayoría de los suministros con contadores de generaciones previas, el ICP está separado del contador. La manipulación del ICP busca consumir energía por encima de la potencia que se haya contratado. En los suministros con contadores digitales con telegestión, el ICP se haya integrado en el propio contador.
- En el suministro de otros usuarios. El defraudador puede hacer una conexión desde el suministro de un vecino al suyo. En dicho supuesto, toda la energía que llegue a la red del defraudador (calculable mediante la  Ley de tensiones de Kirchoff) se medirá en el contador de la víctima de fraude, a quien le llegará el cargo correspondiente en su factura.
- En el suministro de la comunidad. Muy parecido al caso anterior, solo que en vez de conectarse a un vecino lo que hace el defraudador es conectarse al suministro de la comunidad de vecinos (que da energía a la iluminación de la escalera, el ascensor si existe, etc.).

## Lucha contra el fraude
Las compañías distribuidoras, las Administraciones Públicas y las Fuerzas y Cuerpos de Seguridad del Estado luchan contra el fraude de cara a reducir en lo posible los perjuicios y peligros expuestos líneas arriba. 
Las compañías disponen de medios estables para inspeccionar los equipos de medida y demás elementos de suministro, con el objetivo de detectar y eliminar las manipulaciones fraudulentas. Estos profesionales autorizados emplean distintos recursos técnicos para constatar si la instalación está en condiciones y no ha sido manipulada y, junto a los instaladores expresamente autorizados por las compañías distribuidoras, son las únicas personas autorizadas para poner y quitar precintos de seguridad. Además, pueden detectar problemas y prevenir accidentes graves en los suministros.
Las redes eléctricas inteligentes están suponiendo un salto cualitativo decisivo para la lucha contra el fraude. Entre otras muchas mejoras, permite detectar si en una subred pequeña de contadores el total de consumo es o no igual a la suma de los consumos individuales. Si la discrepancia supera cierto margen de error, se puede conocer que en esa zona localizada hay algún tipo de problema.
Periódicamente, se llevan a cabo campañas de inspección geográficas o sectoriales para determinar el alcance del fraude en una zona o en un tipo de local comercial o industrial concreto, corrigiéndose todas las irregularidades. 
La suma de las capacidades técnicas tiene como consecuencia que el fraude sea cada vez más difícil de ocultar y que, a la larga, sea contraproducente para el defraudador: se terminará pagando más que lo que se habría hecho si se hubiera pagado legalmente por la energía consumida.

## Refacturación del consumo de energía eléctrica defraudada
La refacturación es el cargo correspondiente a la energía eléctrica consumida y no pagada. En el caso particular del fraude, el concepto central es que ha habido energía defraudada, consumida y no pagada. Por supuesto, el tratamiento es distinto cuando se trata de una situación accidental a cuando se trata de una situación buscada.
Un concepto básico es que siempre hay que pagar la energía consumida. No importa si un usuario no ha cometido el fraude en persona, sino si se ha beneficiado de él. 
En caso de fraude detectado, las compañías distribuidoras en España pueden interrumpir el suministro eléctrico. Según el artículo 87 del RD 1955/2000, el suministro se puede interrumpir en los siguientes casos:
- Cuando se haya realizado un enganche directo sin previo contrato.
- Cuando se establezcan derivaciones para suministrar energía a una instalación no prevista en el contrato.
- Cuando se manipule el equipo de medida o control o se evite su correcto funcionamiento.
- En el caso de instalaciones peligrosas.

Siguiendo con el caso de España
- Si hay algún criterio objetivo para la estimación de la energía consumida y no facturada, se calcula el importe a pagar empleando ese criterio.
- En ausencia de criterio objetivo, el Artículo 87 del Real Decreto 1955/2000[9] define un criterio para estimar la cuantía de la refacturación: "De no existir criterio objetivo para girar la facturación en estos supuestos, la empresa distribuidora la girará facturando un importe correspondiente al producto de la potencia contratada, o que se hubiese debido contratar, por seis horas de utilización diarias durante un año, sin perjuicio de las acciones penales o civiles que se puedan interponer."

La refacturación y demás medidas de regularización tienen como destinatario al titular del contrato de suministro energético, dado que es la persona física responsable del suministro